# Maksim Gorkijs litteraturinstitut
Maksim Gorkijs litteraturinstitut är en statlig högskola som ligger på Tverskojboulevarden i centrala Moskva. Institutet grundades 1933 på initiativ av Maksim Gorkij.  Det hette ursprungligen Arbetaruniversitetet och fick sitt nuvarande namn efter Gorkijs död 1936. Institutet utbildar författare, poeter och journalister genom kurser i humaniora och samhällsvetenskap. Sedan 1992 är litteraturinstitutet underställt Utbildnings- och vetenskapsministeriet.

## Personer som studerat vid Maksim Gorkijs litteraturinstitut
- Bella Achmadulina
- Tjingiz Ajtmatov
- Jurij Andruchovytj
- Viktor Astafjev
- Askold Bazjanov
- Vasilij Belov
- Nambaryn Enchbajar
- Fazil Iskander
- Jevgenij Jevtusjenko
- Ismail Kadare
- Jurij Kazakov
- Anatolij Kim
- Viktor Pelevin
- Nina Sadur
- Konstantin Simonov
- Maithripala Sirisena
- Renata Verejanu
- Ak Welsapar
- Halima Xudoyberdiyeva